# Schleinhof
Schleinhof ist ein Gemeindeteil der Gemeinde Kleinsendelbach im Landkreis Forchheim (Oberfranken, Bayern).

## Geografie
Die Einöde im Erlanger Albvorland liegt etwas mehr als zwei Kilometer ostnordöstlich des Ortszentrums von Kleinsendelbach auf 349 m ü. NHN.

## Geschichte
Schleinhof wurde im Jahr 1109 zum ersten Mal urkundlich erwähnt. Bis zum Beginn des 19. Jahrhunderts unterstand die Einöde der Landeshoheit des Hochstifts Bamberg. Die Vogtei über das einzige Anwesen des Ortes übte das Amt Neunkirchen als Vogteiamt aus. Die Hochgerichtsbarkeit über den Ort stand dem zur Reichsstadt Nürnberg gehörenden Pflegamt Hiltpoltstein als Fraischamt zu. Als das Hochstift Bamberg infolge des Reichsdeputationshauptschlusses 1802/03 säkularisiert und unter Bruch der Reichsverfassung vom Kurfürstentum Pfalz-Baiern annektiert wurde, wurde Schleinhof ein Teil der bei der „napoleonischen Flurbereinigung“ in Besitz genommenen neubayerischen Gebiete.
Durch die Verwaltungsreformen zu Beginn des 19. Jahrhunderts im Königreich Bayern wurde Schleinhof mit dem Zweiten Gemeindeedikt 1818 ein Gemeindeteil der Ruralgemeinde Kleinsendelbach. Zu Beginn der 1980er-Jahre pachtete der Golf-Club Erlangen größtenteils die um die Einöde gelegenen Landwirtschaftsflächen und nutzt sie als Golfplatz.

## Verkehr
Eine Anliegerstraße, die südlich des Ortes von der Staatsstraße 2240 abzweigt bindet an das Straßenverkehrsnetz an. Vom ÖPNV wird die Einöde nicht angefahren, die nächste Haltestelle der Buslinie 209 des VGN an der St 2240 ist etwa einen Kilometer entfernt. Die nächstgelegenen Bahnhöfe befinden sich in Eschenau und Forth an der Gräfenbergbahn.

## Belege
1. ↑  Bayerisches Landesamt für Statistik und Datenverarbeitung (Hrsg.): Amtliches Ortsverzeichnis für Bayern, Gebietsstand: 25. Mai 1987. Heft 450 der Beiträge zur Statistik Bayerns. München November 1991, DNB 94240937X, OCLC 231287364, S. 303 (Digitalisat). Abgerufen am 7. November 2019
2. ↑  Gemeinde Kleinsendelbach, Liste der amtlichen Gemeindeteile/Ortsteile im BayernPortal des Bayerischen Staatsministerium für Digitales, abgerufen am 13. Dezember 2024.
3. ↑  Schleinhof in der Ortsdatenbank der Bayerischen Landesbibliothek Online. Bayerische Staatsbibliothek, abgerufen am 7. November 2019.
4. ↑  Geografische Lage von Schleinhof im BayernAtlas, abgerufen am 7. November 2019
5. ↑  Fritz Fink: Wanderung durch die Vergangenheit des Schwabachtales  – Die Landschaft zwischen Erlangen und Gräfenberg. Selbstverlag, Eschenau 1999, ISBN 3-00-004988-6, S. 151.
6. ↑  Gertrud Diepolder: Bayerischer Geschichtsatlas. Hrsg.: Max Spindler. Bayerischer Schulbuch Verlag, München 1969, ISBN 3-7627-0723-5, S. 31.
7. ↑  Gertrud Diepolder: Bayerischer Geschichtsatlas. Hrsg.: Max Spindler. Bayerischer Schulbuch Verlag, München 1969, ISBN 3-7627-0723-5, S. 97–103.
8. ↑  Ingomar Bog: Forchheim (= Historischer Atlas von Bayern, Teil Franken. I, 5). Komm. für Bayerische Landesgeschichte, München 1955, DNB 450540367, S. 84 (Digitalisat).
9. ↑  Johann Kaspar Bundschuh: Schleinhof. In: Geographisches Statistisch-Topographisches Lexikon von Franken. Band 5: S–U. Verlag der Stettinischen Buchhandlung, Ulm 1802, DNB 790364328, OCLC 833753112, Sp. 95 (Digitalisat).
10. ↑  Ingomar Bog: Forchheim. In: Kommission für Bayerische Landesgeschichte (Hrsg.): Historischer Atlas von Bayern. München 1955, Kartenbeilage 1 (digitale-sammlungen.de [abgerufen am 7. November 2019]).
11. ↑  Gertrud Diepolder: Bayerischer Geschichtsatlas. Hrsg.: Max Spindler. Bayerischer Schulbuch Verlag, München 1969, ISBN 3-7627-0723-5, S. 35.
12. ↑  Gertrud Diepolder: Bayerischer Geschichtsatlas. Hrsg.: Max Spindler. Bayerischer Schulbuch Verlag, München 1969, ISBN 3-7627-0723-5, S. 106–107.
13. ↑  Ingomar Bog: Forchheim (= Historischer Atlas von Bayern, Teil Franken. I, 5). Komm. für Bayerische Landesgeschichte, München 1955, DNB 450540367, S. 119–120 (Digitalisat).
14. ↑  Geschichte des Golf Clubs Erlangen, abgerufen am 8. November 2019